# TBH
TBH je český webový seriál pro mládež, který byl 17. února 2022 zveřejněn na internetovém médiu České televize iVysílání.
Seriál vypráví o životě studentů na líšeňském gymnáziu v Brně po střeleckém útoku v budově školy, odhaluje jeho příčiny a proměny společenských vztahů na škole. Název každé epizody je uvozen internetovou zkratkou TBH, tedy to be honest (česky upřímně), která představuje i samotný název seriálu.
Seriál měl předpremiéru v září 2021 na mezinárodním festivalu seriálů Serial Killer, odkud si také odnesl cenu za nejlepší webseriál ze střední a východní Evropy.

## Obsazení
| Martina Jindrová | Nessa |
| Vojtěch Franců   | Luky  |
| Martina Czyžová  | Mája  |
| Jiří Hába        | Pavel |
| Filip Srbecký    | Tonda |
| Tomáš Dalecký    | Tomáš |

## Seznam dílů
1. TBH Žiješ jenom jednou
2. TBH Můj brácha má prima ségru
3. TBH Je to jenom hra
4. TBH Byl to jenom prank
5. TBH Jsme v tom spolu
6. TBH Ty mi tak rozumíš
7. TBH Kluci nebrečí
8. TBH Nikomu to nepomůže
9. TBH Jsem si jistej
10. TBH To je konec, kámo